# Milionia coalescens
Milionia coalescens är en fjärilsart som beskrevs av Semper 1908. Milionia coalescens ingår i släktet Milionia och familjen mätare. Inga underarter finns listade i Catalogue of Life.